# Желимир Алтарац Чичак
Желимир Алтарац Чичак (Сарајево, 21. август 1947 — Сарајево, 26. март 2021) био је југословенски и босанскохерцеговачки новинар, уредник, диск-џокеј и музички промотер, једна од најзначајнијих музичких личности са подручја Сарајева и БиХ. Био је директан учесник развоја сарајевске поп рок школе и учесник великог броја главних музичких догађања у Босни и Херцеговини и СФРЈ.

## Биографија

### Портрет Чичка у младости
Желимир Алтарац Чичак још као средњошколац „Прве гимназије“ у Сарајеву од 1961. до 1965. се већ истакао као организатор концерата, културно забавних програма и као један од уредника гимназијског листа Полет где објављује своје песме и новеле. Као гимназијалац је организовао програме и био најбољи водитељ концерата "in Live". У другој половини шездесетих година, поред својих активности водитеља и организатора, често је наступао на вечерима поезије говорећи своје стихове по студентским домовима и домовима културе (где је стекао бројну публику). Били су то Чичкови музичко-поетски перформанси на којима би као гости његове стихове говорили Етела Пардо и Бранко Личен, тада студентицa и студент Позоришне академије, док је за музичку подлогу на оргуљама био задужен Ранко Рихтман.
Крајем шездесетих и почетком седамдесетих у подруму студентског дома "Младен Стојановић" деловао је и први Underground клуб у Сарајеву "Барутана". У краткој историји клуба, ту су свирали многи, али "Барутана" је ипак запамћена по програмима које је водио Чичак и то под називом "Чичак плус Чичак", где су заједно наступали Ж. А. Чичак и група Чичак. Већ тада је стекао епитет најбољег диск-џокеја бивше Југославије, а "Барутана" је било место где су се могла чути најактуелнија светска музичка остварења трендовског, прогресивног и авангардног жанра.
Сарадња са сарајевским поп-рок групама резултирала је једним новим музичким изразом. У сарадњи са групом Кодекси снимљене су три песме, три хита ове групе. Написао је стихове за композицију Едуарда Богељића "Луталица", али је и аутор препева за мелодије "Вољети неког" Би Џиз и "Пекарова песма" The Small Faces. Све три (а посебно трећа) забележиле су високе пласмане на "Топ-хит листи слушалаца Радио-Сарајева".
Ипак, најуспешнију сарадњу Чичак остварује са групом Индекси , односно са гитаристом и композитором Слободаном Ковачевићем Бодом. Урадио је текстове за неке од кључних песама Индекса, као што су "Негдје на крају у затишју" и "Свијет у коме живим". Песму “Негдје на крају у затишју” написао је 1965. године и била је објављена у Полет-у, листу Прве гимназије у коју је ишао, а тек у сарадњи с гитаристом и композитором Слободаном А. Ковачевићем Бодом, нешто касније песма бива укомпонована у истоимену, готово дванаестоминутну композицију, са рецитативом на почетку и крају, а стихове је говорио Бранко Личен, тада студент Позоришне академије. Песма "Негдје на крају у затишју" снимљена је у октобру 1969. године и било је то потпуно разбијање свих дотадашњих шема већ класичних форми троминутних композиција и хит шећерлема. Без обзира на дужину трајања ова рок поема је била проглашена за најслушанију и проглашена је као хит 1970. године на Радио Сарајеву. Такођер, Индексима је написао стихове за њихову антологијску и највише извођену на концертима “Свијет у коме живим" (домаћи хит 1971), "Повратак Џека Трбосјека и осталог зла" (објављену на њиховом историјском првом макси синглу октобра 1972) ... и још неке. Песма “Свијет у коме живим” је највише пута снимљена у извођењу других група и извођача разноликих музичких жанрова као што су: Тешка индустрија (музичка група), Конвој, Бранимир Џони Штулић, Грухак, Круг, The Evolution, Texas Flood...

### Време афирмације
Желимир Алтарац Чичак се као DJ и водитељ музичких емисија први пут оглашава 1974. године на Радио Сарајеву ("Pop Orion"), а затим следе емисије "Пажња, на плочи динамит", "Баладе у сјенци солитера" и "Разигране електронке". Покретањем ноћног програма Радио Сарајева 1981. године, уређивао је и водио емисију "Дискотека у пола два". Након тога следи сигурно његова најпопуларнија емисија "Шарада акустика" (која се емитовала суботом од 16,30 h до 18,00 h). То је у правом смислу речи била хит емисија у којој су се могла чути сва актуелна збивања са светске и домаће музичке сцене, али и класици рока. Емисија је била слушана од Копра до Скопља, што најбоље потврђују стотине писама која су стизала на његову адресу. Ипак, Чичак није могао без путовања. Бројна гостовања његове дискотеке под називом “Top Rock Disco Show”, широм бивше СФРЈ посејала су за собом новинске наслове у стилу "Чичак обара рекорде", "Чичак то ради најбоље", "Само један је Чичак"....
Од 1977. до 1982. године Желимир Алтарац Чичак суботом и недељом у сарајевској “Слози” представља нове рок саставе. Као гости његовог шоу програма, у препуној дворани, увек пред више од хиљаду посетилаца, а што је и максимум овога клупског простора, калила се једна нова генерација сарајевске поп-рок школе, представљајући се са својим првим ауторским радовима и извођачким умећем. Са својих двадесет минута, као шампиони своје улице, гимназије, месне заједнице, наступали су млађани бендови Жаока, Флота, Топ, Како кад, Мали принц, Рок апотека, Тина, Озбиљно питање, Линија живота, Посљедњи аутобус, Луцифер, Велика породица... Из тих почетничких састава изникнули су касније познати сарајевски рок бендови: Забрањено пушење , Elvis J. Kurtovich & his Meteors , Плави оркестар, Црвена јабука (музичка група) , Бомбај штампа , Valentino (музичка група), Ђино банана, Младен Војичић Тифа ...Била је то нова генерација шампиона сарајевске, босанскохерцеговачке и бивше СФРЈ поп рок сцене”. Поред њих, своје прве наступе као гости његовог програма су тих година имали и бендови који су такође најављивали свој излазак на сцену својим раним радовима : Ватрени пољубац , Дивље јагоде, Филм (група), Булдожер (музичка група), Галија (музичка група)...
На сарајевској Градској предавачкој трибини (РУ "Ђуро Ђаковић") од 1977. до 1980. године, Желимир Алтарац редовно организује предавања о развоју светског и домаћег поп-рок стваралаштва. Био је ту и циклус са темама о фолк року, поезији у рок музици, рок музика и филм, сарајевска поп-рок школа... Ту Чичак добија многе похвале, а сала је била увек препуна. Као новинар и музички критичар почиње објављивати текстове 1973. године у "Naši dani", да би касније сарађивао са свим листовима у Сарајеву, као колумниста “Ven”-a, “Večernjih novina” “Свијета”, “Ослобођења”, београдског Џубокс (часопис)-а и “Rock (часопис)”-a... Својим написима умногоме је допринео афирмисању многих младих сарајевских група, као и других, које су се тек бориле за ширу популарност”...
Доласком у сарајевски Дом младих где је као уредник музичких програма деловао од 1984. до 1992. године утемељио је две традиционалне музичке манифестације које су се дешавале сваке године побудивши велико интересовање и добивши признање широм бивше СФРЈ и то: “YU Heavy metal fest" (Дом младих од 1986. до 1991) и "Festival pop-rock grupa BiH – Nove nade nove snage (Дом младих од 1984. до 1992) Ту су своје прве промотивне наступе као “нове наде нове снаге” босанско-херцеговачке поп рок сцене имали Мерлин, Хари Мата Хари (настао из бенда Баобаб), Конвој, Регина (група), Лету штуке, Протест, Knock Out (Апокалипса), Рупа у зиду – Damir Avdić Diplomatz као и многи други музичари који и данас делују у разним бендовима са више или мање успеха. Након шеснаест година, у обновљеном сарајевском Дому младих, овај фестивал поново је наставио са активношћу афирмисања младих стваралаца из свих области и жанрова поп-рок музике 29. марта 2008. године под називом “9. Festival pop rock grupa BiH – Nove nade nove snage”, организатор и иницијатор фестивала је Желимир Алтарац Чичак.

### Рок маратони (1979. -1989)
Посебно место у Чичковом раду имају "Рок маратони", под називом "Ж. А. Чичак - уз малу помоћ мојих пријатеља", које је организовао сваких пет година, обележавајући своје годишњице рада. У десетосатним програмима суделовале су врхунске групе, аутори и извођачи из бивше СФРЈ. Први рок маратон био је у сарајевском Дому младих 18. јануара 1979. године на коме су у препуној дворани наступили пионири и представници сарајевске поп рок школе Индекси, Ватрени пољубац, Дивље јагоде, Cod, Formula 4, Јадранка Стојаковић, Слободан Самарџић & Нарцис Вучина...те најмлађи представници групе Рок апотека, Знак среће, Парадокс...
Други рок маратон био је новембра 1984. године у препуној великој дворани КСЦ Скендерија на коме су наступили ветерани, као и бендови који су тек шире промовисали свој рад Бајага и инструктори , У шкрипцу, Сломљена стакла, Елвис Ј. Куртовић, Kongres, Divlje jagode, Ђино банана те групе Леб и сол, Лабораторија звука , Галија, Drugi način , Ватрени пољубац , Тешка индустрија (група) , Rezonansa, Formula 4 ...
Трећи и најспектакуларнији рок маратон, када је оборен и рекорд посете са једним таквим рок спектаклом догодио се у сарајевској “Zetra”, октобра 1989. године. Током десетосатног програма који је почео у 17,00 сати и трајао до готово јутарњих сати наступили су Индекси, те легендарна Рибља чорба, Атомско склониште, YU група , Ватрени пољубац, Галија, Jura Stublić i Film, Le Cinema, Zabranjeno pušenje , Psihomodo Pop, Hari Mata Hari , Tifa Bend, Formula 4, Bambinosi, Русија, Конвој... Посебно треба истаћи да сви учесници ових његових јубилараца састављених од шампиона и легенди поп-рок музике па до нових нада бивше СФРЈ музичке сцене су у знак успешне сарадње и вишегодишњег дружења и пријатељства наступали без хонорара.

### Ратне године у Сарајеву
Желимир Алтарац Чичак током ратних година у Сарајеву не посустаје. Организовао је концерте у “Слози” те водио многе музичке емисије. Посебан је догађај био концерт прослављене кантауторке Џоан Баез, одржан у Сарајеву 14. априла 1993. године у дворани кина “Империјал”. Посебну пажњу изазвао је његов концерт "Give Peace a Chance" у оквиру традиционалне манифестације “Sarajevska zima” исте године, а на којем су наступили готово сви музичари који су тада били остали да живе у Сарајеву. У периоду од 1993. до 1995. на сарајевском радију “Zid” уређује и води емисију "Rock 'n' roll radio", а у многим анкетама емисија је проглашена најбољом и најслушанијом тих година, а што се десило и са TV емисијом “Iznad oblaka” емитованој свакога петка на “NTV99” 1996. и 1997. године.

### Организација концерата
Од 2006. године свакога петка од 16,30 h до 18,00 h у свом стилу Чичак води музичку емисију “Izvan vremena” на радију Otvorena mreža - ROM и City radio, која већ неколико година у многим медијским анкетама је проглашена као најслушанија радио емисија у БиХ.
Организатор је првог послератног повратничког концерта Индекса у сарајевском Босанском културном центру, две вечери, 2. и 3. фебруара 1996. године, и концерта "Rock No War" талијанске звезде Паола Белија у “Слози” 17. марта 1996. године, а као промотор суделује и у организацији највећег сарајевског спектакла ирских рок звезда, групе U2 , одржаног на стадиону Koševo септембра 1997. године. Организатор и промотер је музичко спортског спектакла акција за мир “Susret srca”, односно првог сусрета репрезентације певача Италије и БиХ одржаног октобра 1998. на препуном стадиону “Grbavica”, као и концерта легендарне групе Deep Purple у сарајевској "Zetra" 3. новембра 2007. године, као и још једног концерта прослављене кантауторке Џоан Баез у оквиру традиционалне манифестације "Башчаршијске ноћи" 16. јула 2008. године". У обновљеном сарајевском Дому младих је покренуо наставак традиционалног “Фестивала поп рок група БиХ – нове наде нове снаге” 2007. године. Био је организатор организованих одлазака из БиХ на концерте светских асова који су се дешавали у суседним републикама, о чему је група Zabranjeno pušenje испевала песму “Са Чичком на Стонсе” на албуму “Agent tajne sile” 1999. године.
До 1983. године деловао је као слободни уметник, а од те године до 1994. као уредник и организатор музичких програма у РО омладински центар Дом младих Сарајево a од 1994. до 2007. године делује у новинској агенцији “BiH Press” - која је касније постала Федерална новинска агенција “FENA”, као промотор “БиХ промоције”, новинар и главни и одговорни уредник електронског магазина за културу “BiH KULT”. Објавио је књигу „Antikvarnica snova“ аутобиографију/монографију као учесник развоја сарајевске, босанскохерцеговачке и бивше СФРЈ поп-рок сцене од почетка 60-их па до данашњих дана, а чија предпромоција се десила новембра 2017. у оквиру Првог Сајма издавача БиХ – „Књиге у нишама“ Следила је и концертна промоција ове књиге 23. децембра2017. у сарајевском Дому младих под називом „Дружење изван времена за сва времена“ где су као његови гости наступили без хонорара у знак признања, неки од његових сарадника током протеклих деценија.
За свој рад добитник је многих признања.
Преминуо је 26. марта 2021. године у Сарајеву од последица корона вируса.

## Награде и признања
- Spomen plaketa grada Sarajeva (6. aprila 1980)
- Zlatna medalja rada (1983)
- Estradna nagrada Bosne i Hercegovine (1990)
- Zlatni ljiljan (1996)
- Davorin (Posebna nagrada za afirmaciju BiH pop-rock kulture, 2005)

### Интернет извори
- Novembar 27. 2017. "Antikvarnica snova" naziv je knjige Želimira Altarca Čička koji za nju kaže da je svojevrsna autobiografska monografija. Knjiga je predstavljena 25. novembra na sajmu „Knjige u nišama“ u Bosanskom kulturnom centru
- Novembar 24, 2017. Pretpromocija autobiografije/monografije Želimira Altarca Čička u BKC-u
- Decembar 27, 2017. U kultnom prostoru Doma mladih u Sarajevu 23.12.2017. održana je promocija knjige "Antikvarnica snova" i koncert na kojem su ovu svojevrsnu proslavu Želimira Altarca Čička uveličali kao gosti neki od njegovih prijatelja i saradnika
- Januar 10, 2018. Povodom knjige "Antikvarnica snova"...desetominutni insert iz emisije "U programu ste" emitovane na BHT1
- Decembar 21, 2017. Želimir Altarac-Čičak u komentaru društvenih mreža
- Januar 12, 2018. Izvan vremena za sva vremena
- Januar 16, 2018. Želimir Altarac Čičak: Glavna sovražnika nacionalizma sta rockovska bratstvo in enotnost - Želimir Altarac Čičak je legendarno ime jugoslovanske rockovske zgodovine, eden najpomembnejših in najvplivnejših oblikovalcev sarajevskega glasbenega področja, pionir vrtenja glasbe, urednik in voditelj številnih priljubljenih radijskih in televizijskih oddaj
- Juli 14,2016. Gost specijalnog izdanja emisije Pozitiv bio je Želimir Altarac Čičak, publicista, novinar, pjesnik, urednik i voditelj radio i TV emisija, DJ
- Zetra Days Of Hope/ Zetra project: Želimir Altarac Čičak je jedna od najpoznatijih ličnosti muzičke scene u bivšoj Jugoslaviji. On je jedan od onih koji najbolje mogu ispričati s kolikom energijom su se muzičari, čak i nakon izbijanja rata, zalagali za mir
- Zetra Days Of Hope/ Zetra project: : Želimir Altarac Čičak gehört zu den bekanntesten Figuren der Musikszene in Ex-Jugoslawien, und er ist es, der am besten erzählen kann, mit welcher Energie sich die Musikszene auch nach Ausbruch des Krieges noch für den Frieden einsetzte.
- Decembar 15, 2014. intervju za Oslobođenje : Želimir Altarac Čičak, promotor i kreator sarajevske muzičke scene
- U2 - 23. 09. 1997. - Stadion Koševo, Sarajevo - koncert je potvrđen u emisiji Iznad oblaka koja se emitovala na NTV 99, a urednik i voditelj emisije je bio ikona našeg muzičkog novinarstva, Želimir Altarac - Čičak
- Oktobar 8, 2015. - 10 epova jugoslovenskog progressive rocka
- Decembar 13, 2016. Knjiga Indexi: U inat godinama autora Josipa Dujmovića, posvećena toj kultnoj sarajevskoj grupi, predstavljena je danas u Sarajevu.
- Oktobar 26, 2016. - Prvo izdanje knjige o Indexima Dujmović je objavio 2006. godine, a proteklih ... Želimir Altarac Čičak, koji je autorski i potpisivao neke od pjesama Indexa,
- Decembar 13, 2016. DUBROVAČKI GRUHAK U SARAJEVU: Pjesme Indexa nikad niko nije svirao kao oni.
- Maj 18, 2013. U regiji Depeche mode i Waters, kod nas Miligram. 2013.
- Novembar 12, 2014. Želimir Altarac Čičak: Bijelo dugme će živjeti koliko i njihove pjesme
- Februar 1986. Rock magazin: 33 najuticajnije ličnosti domaće rock scene 1986 1/2
- Februar 1986. Rock magazin: 33 najuticajnije ličnosti domaće rock scene 1986 2/2